# Тимашевка (Ішимбайський район)
Тимаше́вка (рос. Тимашевка, башк. Тимашевка) — присілок у складі Ішимбайського району Башкортостану, Росія. Входить до складу Петровської сільської ради.
Населення — 385 осіб (2010; 388 в 2002).
Національний склад:
- росіяни — 69%